# Avalon Airport
Avalon Airport is een vliegveld gelegen in Avalon, Victoria, Australië. Het ligt ten noorden van de stad Geelong en 50 kilometer ten zuidwesten van Melbourne, de hoofdstad van Victoria.
De luchthaven wordt vooral gebruikt door Jetstar Airways, een Australische "low-cost"-luchtvaartmaatschappij die eigendom is van Qantas.

## Luchtvaartmaatschappijen en bestemmingen[1]
- Jetstar Airways - Adelaide, Gold Coast, Sydney
- AirAsia X - Kuala Lumpur International Airport
- Citilink - Denpasar (Bali)